# AMPA
Az AMPA (2-amino-3-(5-metil-3-oxo-1,2-oxazol-4-il)propánsav) a glutaminsav-receptorok (avagy glutamát-receptorok) egy részét aktiválja, ezért ezeket a receptorokat az AMPA-ról elnevezett altípusba sorolják.
Az AMPA-receptorok ionotrópok. Elsősorban az Na+ és K+-kationokat engedik át, de bizonyos helyeket Ca2+-ra permeábilis AMPA-receptort is leírtak. Többféle AMPA-szelektív csatornát azonosítottak. 

## Fordítás
- Ez a szócikk részben vagy egészben  az   AMPA című angol Wikipédia-szócikk fordításán alapul.  Az eredeti cikk szerkesztőit annak laptörténete sorolja fel. Ez a jelzés csupán a megfogalmazás eredetét és a szerzői jogokat jelzi, nem szolgál a cikkben szereplő információk forrásmegjelöléseként.